# تحويل تعاكسي
يعتبر التحويل التعاكسي (inverse transformation) تحولا خاصا يعكس النقاط بالنسبة لمخروطية معينة. حيث يصبح مركز المخروطية لانهائي: إنه بالأحرى تحول لسطح ثنائي تم الحصول عليه بإضافة النقطة اللانهائية إلى المستوى عن طريق إسقاط استريوغرافي.
مثلا في الصورة المرفقة يظهر تطابق بين نقطتين P 'و P' نتجا كتعاكس لنقطة P بالنسبة لمخروطيتين دلتا ودلتا" داخليتين لبعضهما البعض. في هذه الحالة يمكن اعتبار P مركز تعاكس لجميع أزواج المخروطيات المتقابلة لدلتا ودلتا' بما في ذلك المخروطيتين متحدا المركز.

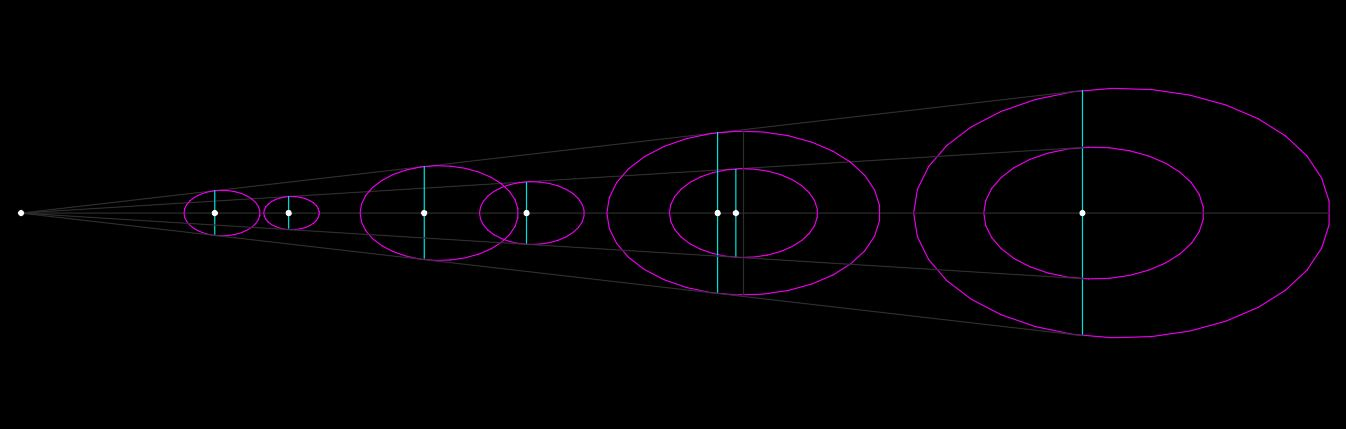
تحويل تعاكسي بين مخروطيتين متشابهتين

بشكل عام ، يمكن أيضًا تعريف التعاكس في فضاء ثلاثي الأبعاد (بدءًا من الكرة ، في هذه الحالة يسمى تعاكس كروي) أو في الفضاء الإقليدي.

## معرض

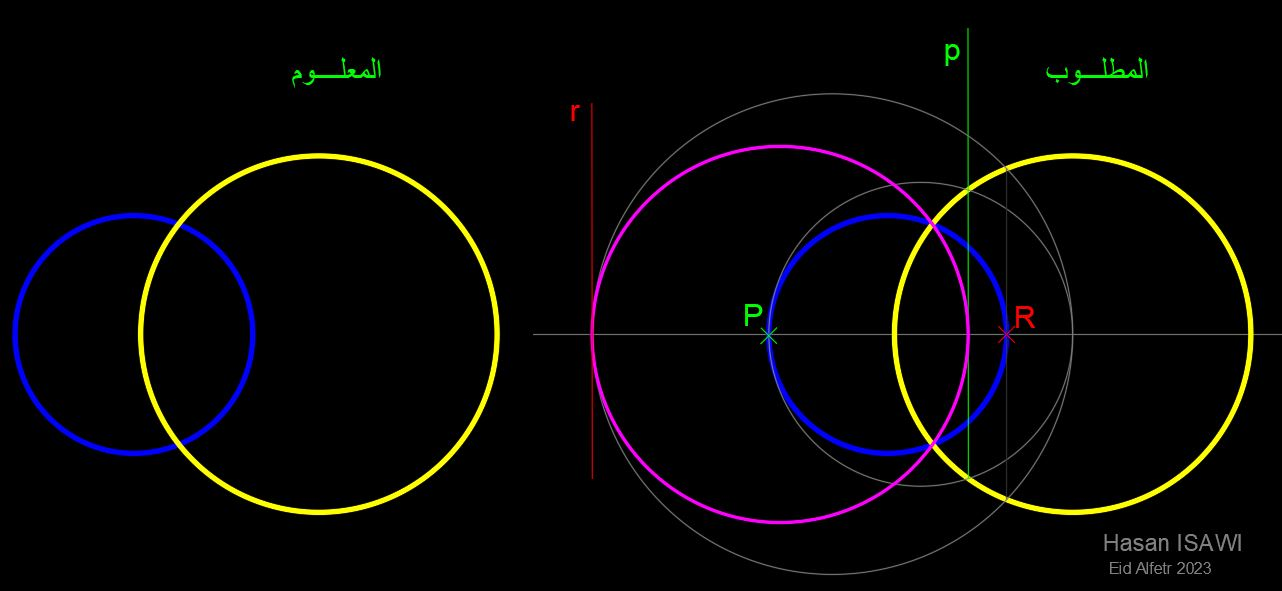
إنشاءات هندسية وصفية لعملية تعاكس ( inversion) دائرة زرقاء بالنسبة لدائرة أخرى صفراء، حيث الزرقاء لا تمر بمركز الصفراء. لمعرفة التطبيق انظر سلسلة شتاينر
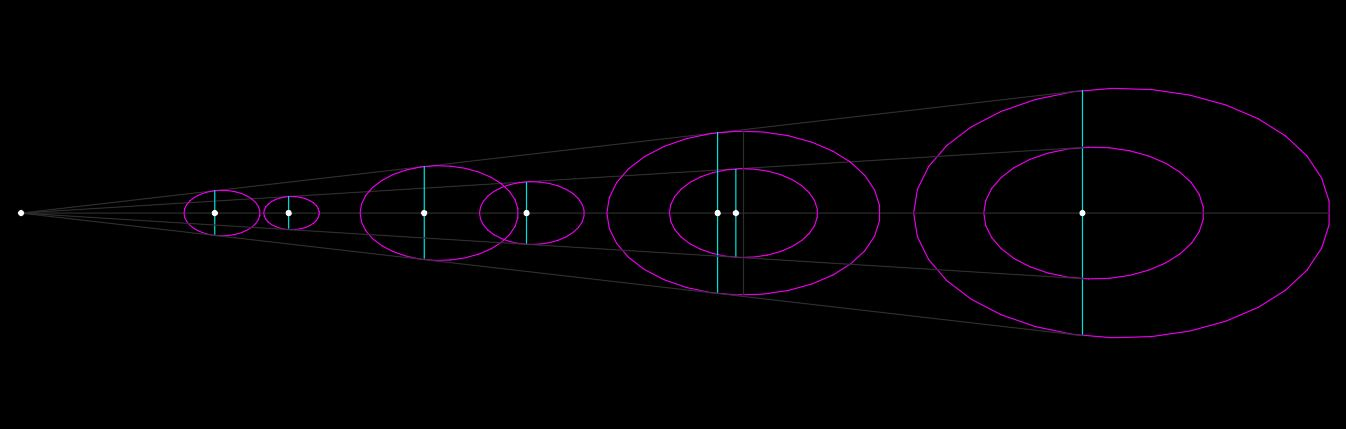
تحويل تعاكسي بين مخروطيتين متشابهتين

## طالع ايضا
- تعاكس